# Фторид технеция(VI)
Фторид технеция(VI) — неорганическое соединение, соль металла технеция и плавиковой кислоты с формулой TcF6, ярко-жёлтые кристаллы, реагирует с водой.

## Получение
- Реакция технеция и фтора:

{\displaystyle {\mathsf {Tc+3F_{2}\ {\xrightarrow {400^{o}C}}\ TcF_{6}}}}

## Физические свойства
Фторид технеция(VI) образует ярко-жёлтые кристаллы.

## Химические свойства
- Реагирует с водой:

{\displaystyle {\mathsf {3TcF_{6}+10H_{2}O\ {\xrightarrow {}}\ TcO_{2}\downarrow +2HTcO_{4}+18HF}}}
- Реагирует с разбавленными щелочами:

{\displaystyle {\mathsf {3TcF_{6}+20NaOH\ {\xrightarrow {}}\ TcO_{2}\downarrow +2NaTcO_{4}+18NaF+10H_{2}O}}}
- Восстанавливается иодом до фторида технеция(V), что используется для синтеза данного соединения:

{\displaystyle {\mathsf {2TcF_{6}+I_{2}\ {\xrightarrow {}}\ 2TcF_{5}+2IF}}}